# Heinz Renneberg
Karlheinz Renneberg (Gelsenkirchen, 29 januari 1927 - Herne 21 oktober 1999) was een Duits roeier. Renneberg maakte zijn debuut tijdens de Olympische Zomerspelen 1952 in de twee-zonder-stuurman en strandde in de herkansing.
Renneberg nam tijdens Olympische Zomerspelen 1960 deel namens het Duits eenheidsteam. Renneberg roeide tijdens dat toernooi samen met Bernhard Knubel en Klaus Zerta als stuurman naar de olympische titel.

## Resultaten
- Olympische Zomerspelen 1952 in Helsinki herkansing in de twee-zonder-stuurman
- Olympische Zomerspelen 1960 in Rome  in de twee-met-stuurman

1900: François Brandt & Roelof Klein ·
1920: Ercole Olgeni & Giovanni Scatturin & Guido de Filip ·
1924: Édouard Candeveau & Alfred Felber & Émile Lachapelle ·
1928: Hans Schöchlin & Karl Schöchlin & Hans Bourquin ·
1932: Joseph Schauers & Charles Kieffer & Edward Jennings ·
1936: Gerhard Gustmann & Herbert Adamski & Dieter Arend ·
1948: Finn Pedersen & Tage Henriksen & Carl Ebbe Andersen ·
1952: Raymond Salles & Gaston Mercier & Bernard Malivoire ·
1956: Arthur Ayrault & Conn Findlay & Armin Kurt Seiffert ·
1960: Bernhard Knubel & Heinz Renneberg & Klaus Zerta ·
1964: Edward Ferry & Conn Findlay & Henry Kent Mitchell ·
1968: Primo Baran & Renzo Sambo & Bruno Cipolla ·
1972: Wolfgang Gunkel & Jörg Lucke & Klaus-Dieter Neubert ·
1976: Harald Jährling & Friedrich-Wilhelm Ulrich & Georg Spohr ·
1980: Harald Jährling & Friedrich-Wilhelm Ulrich & Georg Spohr ·
1984: Carmine Abbagnale & Giuseppe Abbagnale & Giuseppe Di Capua ·
1988: Carmine Abbagnale & Giuseppe Abbagnale & Giuseppe Di Capua ·
1992: Jonathan Searle & Gregory Searle & Garry Herbert
- Gemeinsame Normdatei: 1082134627
- Virtual International Authority File: 171145542645496641858